# Viezure

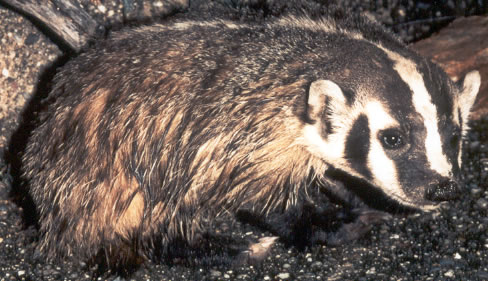
Viezure

Viezurele sau bursucul (Meles meles, Linne, 1758) este un mamifer omnivor din genul Meles, familia Mustelidae. Se hrănește cu fructe, semințe, larve, gasteropode, ouă (furate din cuiburile păsărilor ce cuibăresc la sol) etc.
Este mare amator de porumb, pe care îl îngrămădește în vizuină în cantități de până la 50 kg de știuleți. În general, toamna își face provizii, iarna având o activitate foarte redusă; grăsimea pe care o câștigă toamna îi asigură în iernile mai blânde supraviețuirea chiar și fără rezervele din vizuină.
Spre deosebire de alte animale și mai ales de vulpe, viezurele este un animal deosebit de curat. Vizuinele complexe, aflate chiar și la 2 metri sub pământ, cu galerii lungi, de 7–8 m, au prevăzute încăperi separate pentru locuit, pentru provizii și pentru excremente, acestea din urmă fiind periodic astupate și înlocuite cu altele noi. Mania viezurelui pentru curățenie este folosită uneori de vulpe, care, pentru a obține o vizuină nouă fără efort, se "ușurează" de câteva ori la intrarea vizuinii viezurelui, făcându-l să se mute (atât timp cât nu este prinsă). De altfel, simpla instalare a unei vulpi în apropiere determină mutarea viezurelui, care nu suportă duhoarea grea ce apare în zona unui adăpost de vulpi.

## Caracteristici fizice
Viezurele are circa 56 până la 90 cm lungime și coada de aproximativ 11,5 - 20,2 cm. Este ușor de recunoscut după aspectul îndesat, botul alungit și, mai ales, dungile albicioase care merg de la bot spre coadă. Totuși, desenul blănii este destul de variabil. Are o inteligență uimitoare și un curaj remarcabil.
Dimorfismul sexual nu este evident. Nici puii nu se deosebesc prea mult de adulți, decât prin mărime. Viezurele trăiește cam 15 ani. Mormăie și pufăie când este atacat, plânge (țipă) când este prins - similar iepurelui.

## Stil de viață
Masculul trăiește izolat, căutând femela doar în perioada de împerechere (iulie-august) și părăsind-o imediat după împerechere. Doar mama poate fi văzută, de primavara până toamna, cu puii după ea.
Viezurele petrece cea mai mare parte din iarnă într-o stare de somnolență, la fel ca ursul. De regulă, dormitează de pe la sfârșitul lui noiembrie și până pe la începutul lunii martie.

## Utilizare
Carnea de bursuc este consumată în anumite regiuni ale fostei Uniuni Sovietice, fără a fi un obicei generalizat. Șunca afumată de bursuc era cândva la mare căutare în Anglia, Țara Galilor și Irlanda. Anumite părți ale bursucului au fost folosite în trecut pe post de leacuri populare.

## Stare de conservare
Uniunea Internațională pentru Conservarea Naturii a clasificat această specie ca nefiind amenințată cu dispariția.